# Milicent Bagot
Pour les articles homonymes, voir Bagot.
Milicent Jessie Eleanor Bagot, (28 mars 1907 – 26 mai 2006) est une officier de renseignement britannique. Elle sert de modèle pour le personnage de Connie Sachs, la soviétologue qui apparait dans les romans de John le Carré La Taupe, Comme un collégien et Les Gens de Smiley, et plus récemment pour le personnage de "Muriel Edge" dans deux romans de John Lawton (en), Black Out et Old Flames.

## Biographie
Milicent Bagot est la fille de Cecil Frederick Villiers Bagot et de son épouse, Ethel Garratt. Elle fait ses études à la Putney High School (en) et au Lady Margaret Hall (Oxford).
Elle est recrutée par le Ministère de la Défense (Royaume-Uni) en tant que secrétaire en 1931 et travaille pour le MI5 et le MI6. Durant sa longue carrière (elle prend sa retraite en 1967), Bagot devient l'un des principaux experts du MI5 en communisme soviétique. Elle est la première à avertir le MI5 que Kim Philby, officier de renseignement du MI6 et agent double du KGB, a été membre du parti communiste. Les dénégations de Philby entrainèrent finalement sa démission du MI6 et sa fuite à Moscou.
Bagot rédige un compte rendu définitif de l'affaire Zinoviev de 1924, dans laquelle une fausse lettre de Grigori Zinoviev, président du comité exécutif du Komintern, incitait la classe ouvrière britannique à un soulèvement armé.
Milicent Bagot est décorée de l'ordre de l'Empire britannique en 1949 et promue commandeur en 1967.